# NGC 5203
NGC 5203 је елиптична галаксија у сазвежђу Девица која се налази на NGC листи објеката дубоког неба.
Деклинација објекта је - 8° 47' 11" а ректасцензија 13h 32m 13,4s. Привидна величина (магнитуда) објекта NGC 5203 износи 12,6 а фотографска магнитуда 13,6. NGC 5203 је још познат и под ознакама MCG -1-35-1, PGC 47610.